# Zagłębiowski Park Sportowy (stadion)
Zagłębiowski Park Sportowy, nazwa komercyjna ArcelorMittal Park – stadion piłkarski, zlokalizowany w dzielnicy Środula w Sosnowcu, w pobliżu hali Arena Sosnowiec i stadionu zimowego, stanowiący część Zagłębiowskiego Parku Sportowego, z trybunami o pojemności 11 600 miejsc siedzących. 
W Zagłębiowskim Parku Sportowym od lutego 2023 swoje mecze rozgrywa Zagłębie Sosnowiec (m.in. II liga i Puchar Polski). Od lata 2023 stadion gości spotkania Rakowa Częstochowa w fazach play-off, grupowych i ligowych europejskich pucharów (Liga Mistrzów UEFA, Liga Europy UEFA), zaś od sezonu 2025/2026 swoje mecze w rozgrywkach I ligi będzie rozgrywać tutaj Wieczysta Kraków.

## Projekt stadionu
W maju 2015 prezydent Sosnowca Arkadiusz Chęciński zapowiedział powstanie nowego kompleksu sportowego ze stadionem piłkarskim w sąsiedztwie parku Środula i Górki Środulskiej. Ze względu na podmokły teren i wysokie koszty inwestycji zrezygnowano z budowy obiektu w miejscu istniejącego Stadionu Ludowego. W przeprowadzonych rok później konsultacjach za przeprowadzeniem inwestycji opowiedziało się 83% z 5490 ankietowanych mieszkańców miasta. 
Koncepcję nowego obiektu przedstawiła firma JSK Architekci, która w październiku 2016 podpisała umowę z miastem na dostarczenie projektu stadionu, hali sportowej i lodowiska. 

## Budowa stadionu
W lutym 2017 r. radni Sosnowca podjęli uchwałę o stworzeniu spółki odpowiedzialnej za budowę kompleksu, a 2 listopada 2017 w Krajowym Rejestrze Sądowym zarejestrowano Zagłębiowski Park Sportowy sp. z o.o.
Zimą 2019 miasto ogłosiło przetarg na budowę kompleksu i wyceniło powstanie samego stadionu na 132,5 miliona złotych. Wykonawcę obiektu wyłoniła aukcja elektroniczna, po której 27 maja 2019 miasto podpisało umowę z Bielskim Przedsiębiorstwem Budownictwa Przemysłowego S.A. (wykonawca stadionu w Bielsku-Białej) na budowę stadionu kosztem 148 milionów złotych brutto do czerwca 2022 roku.
Początek budowy latem 2019 opóźniła obecność siedlisk ptaków w drzewach, które miały zostać wycięte (w liczbie 5 tysięcy) pod konstrukcję stadionu. Wiosną 2020 na stadionie wylano fundamenty, w dalszej kolejności powstał żelbetowy szkielet trybun, a w listopadzie 2020 rozpoczęto budowę zadaszenia. W sierpniu 2021 ustawiono aluminiowe elementy (tzw. żyletki) na elewacji stadionu które następnie dopełniono blachą i drewnem, a jesienią tego samego roku obiekt został ocieplony. W pierwszej połowie 2022 nowy stadion zyskał oświetlenie, krzesełka i podgrzewaną murawę, jednak koniec prac przewidziany na maj 2022 opóźnił się do końcówki roku. W lipcu sponsorem tytularnym całego Zagłębiowskiego Parku Sportowego został ArcelorMittal (właściciel byłej huty Cedlera w Sosnowcu), a stadion otrzymał komercyjną nazwę ArcelorMittal Park.

### Historia stadionu
19 stycznia 2023 prezydent Sosnowca Arkadiusz Chęciński ogłosił na Facebooku, że nowy stadion otworzy ligowy mecz Zagłębia Sosnowiec z GKS-em Katowice. 25 lutego prezydent miasta, prezes PZPN Cezary Kulesza i legendarni zawodnicy Zagłębia Jerzy Pielok, Zbigniew Myga i Władysław Szaryński uroczyście otworzyli stadion, a gospodarze pokonali GKS 2:1 w obecności kompletu widzów (11 600 kibiców). 
20 kwietnia 2024 na placu w pobliżu stadionu uroczyście odsłonięto pomnik byłego zawodnika Zagłębia Sosnowiec i reprezentanta Polski w piłce nożnej, Włodzimierza Mazura.
W sezonie 2023/2024 współgospodarzem stadionu w rozgrywkach Ligi Mistrzów UEFA, Ligi Europy UEFA i Ligi Konferencji Europy UEFA był Raków Częstochowa (stadion w Częstochowie nie spełniał wymagań UEFA). Raków rozegrał tutaj cztery mecze – fazy play-off Ligi Mistrzów przeciwko FC Kopenhaga oraz mecze fazy grupowej Ligi Europy UEFA: przeciwko Sturmowi Graz, Sportingowi CP i Atalancie.